# نواف القميري
نواف القميري لاعب كرة قدم سعودي يلعب في نادي الطائي كظهير أيمن.

## مسيرة اللاعب
لعب في نادي الشباب و تدرج في الفئات السنية و انضم لبرنامج الابتعاث السعودي لكرة القدم مع مجموعة من اللاعبين للابتعاث الخارجي لاكتساب الخبرات والمشاركة أمام فرق من مختلف الدرجات في إسبانيا وغيرها من الدول الأوروبية, و وقع مع نادي الطائي في صيف 2022.

## روابط خارجية
نواف القميري على موقع Soccerway.com (الإنجليزية)